# Steffen Radochla
Steffen Radochla (Borna, 19 oktober 1979) is een Duits voormalig wielrenner. Na zijn actieve wielerloopbaan werd Radochla ploegleider, sinds 2018 bij BORA-hansgrohe.

## Belangrijkste overwinningen
2000
- 1e etappe Ronde van Saksen
- Rund um Berlin

2001
- 2e etappe Ster van Bessèges

2002
- GP Rik Van Steenbergen
- 5e etappe Ronde van Saksen
- 4e etappe, deel A Ronde van Hessen

2003
- 1e etappe Ronde van Oostenrijk

2006
- 3e etappe Giro del Capo
- 5e etappe Giro del Capo
- 3e etappe Ronde van Poitou-Charentes

2007
- 2e etappe Ronde van Rijnland-Palts
- Dutch Food Valley Classic

2008
- 5e etappe Szlakiem Grodów Piastowskich
- Neuseen Classics–Rund um die Braunkohle

2010
- 4e etappe Ronde van Alentejo

2011
- 4e etappe Koers van de Olympische Solidariteit

## Resultaten in voornaamste wedstrijden
| Jaar | Milaan-San Remo | Gent-Wevelgem | Parijs-Roubaix | Parijs-Tours |
| ---- | --------------- | ------------- | -------------- | ------------ |
| 2002 |                 |               |                | 34e          |
| 2003 |                 |               |                | 19e          |
| 2004 | 148e            | 26e           | 68e            |              |
| 2007 |                 | 115e          |                |              |